# Leicester Peak

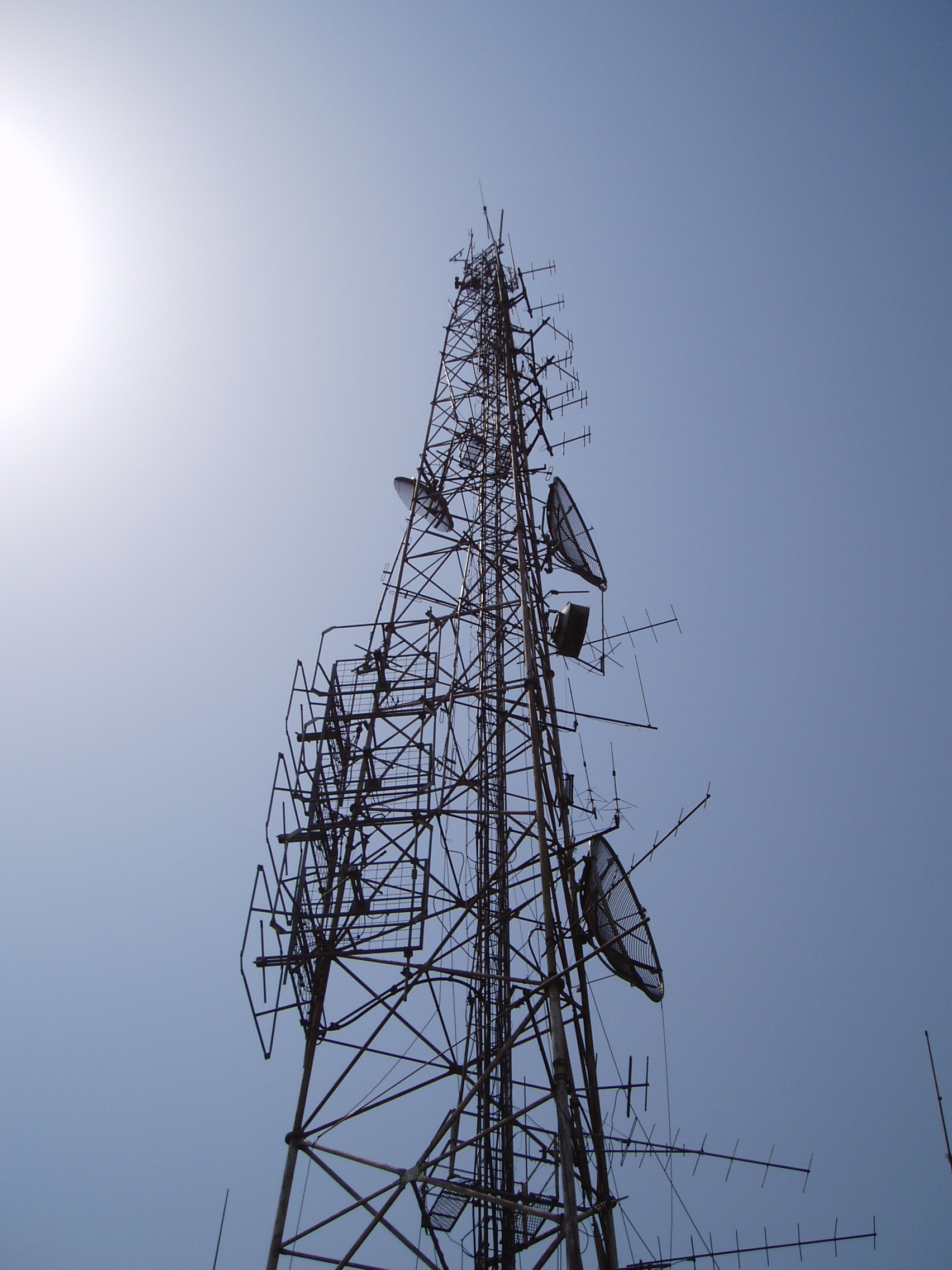
Sendemast auf dem Leicester Peak

Der Leicester Peak ist der höchste Berg außerhalb der Löwenberge in der sierra-leonischen Hauptstadt Freetown. Er erreicht eine Höhe von 564 m.
Auf diesem befindet sich die Hauptsendestation und Sendemast der Sierra Leone Broadcasting Corporation.